# Stellenbosch
Stellenbosch é a segunda colónia europeia mais antiga na África do Sul, após a Cidade do Cabo, e fica na Província do Cabo Ocidental. Está situada a cerca de 50 km da Cidade do Cabo, e no ano 2000 contava com cerca de 90 mil residentes com habitação formal, portanto sem contar estudantes e outras pessoas com habitação informal. Stellenbosch está a fundir-se rapidamente com as zonas urbanas circundantes. Conta com uma instituição de ensino superior, a Universidade de Stellenbosch, fundada como Stellenbosch Gymnasium a 1 de Março de 1866. Dentro da cidade fica ainda a Reserva da Natureza JS Marais, nomeada em honra do Professor JS Marais.

## História

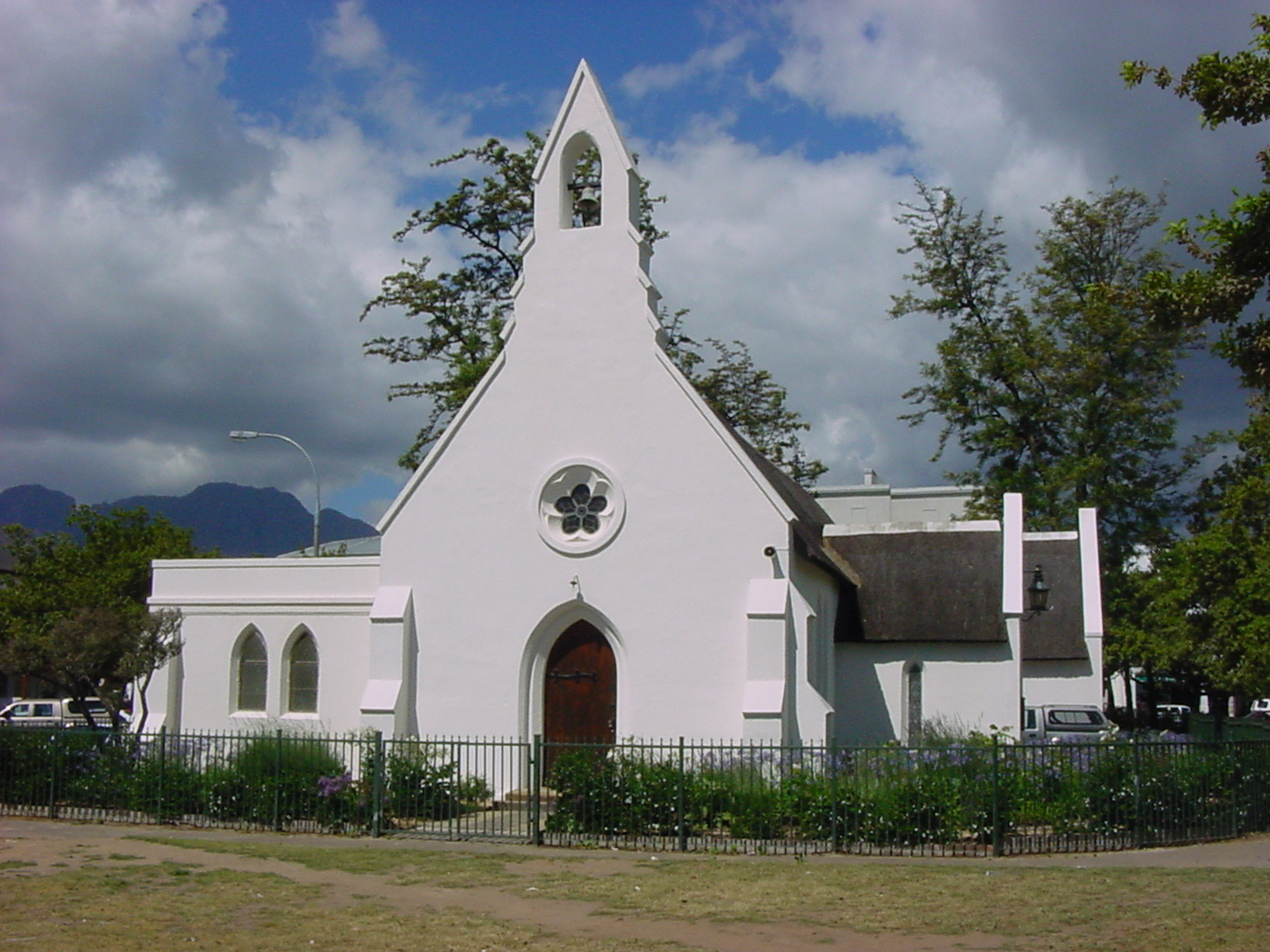
Igreja de Santa Maria, Stellenbosch

A cidade foi fundada em 1679 pelo Governador da Colónia do Cabo, Simon van der Stel, que lhe deu o nome — Stellenbosch significa "mato [bosch] de (van der) Stel". Está situada nas margens do Rio Eerste ("Primeiro Rio"), assim denominado por ser o primeiro rio a que se chega ao vir da Cidade do Cabo. A cidade cresceu tão rapidamente que se tornou independente em 1682, e sede de uma magistratura com jurisdição sobre 25.000 km² em 1685.
Logo que chegaram os primeiros colonos, particularmente os Huguenotes franceses, teve início a cultura da vinha nos vales férteis em torno de Stellenbosch, que rapidamente se tornou o centro da indústria vinícola sul-africana. Até há pouco tempo, a concentração de riqueza trazida por esta indústria fez com que a área tivesse um elevado coeficiente de Gini, embora esta situação esteja a mudar.

## Vinho

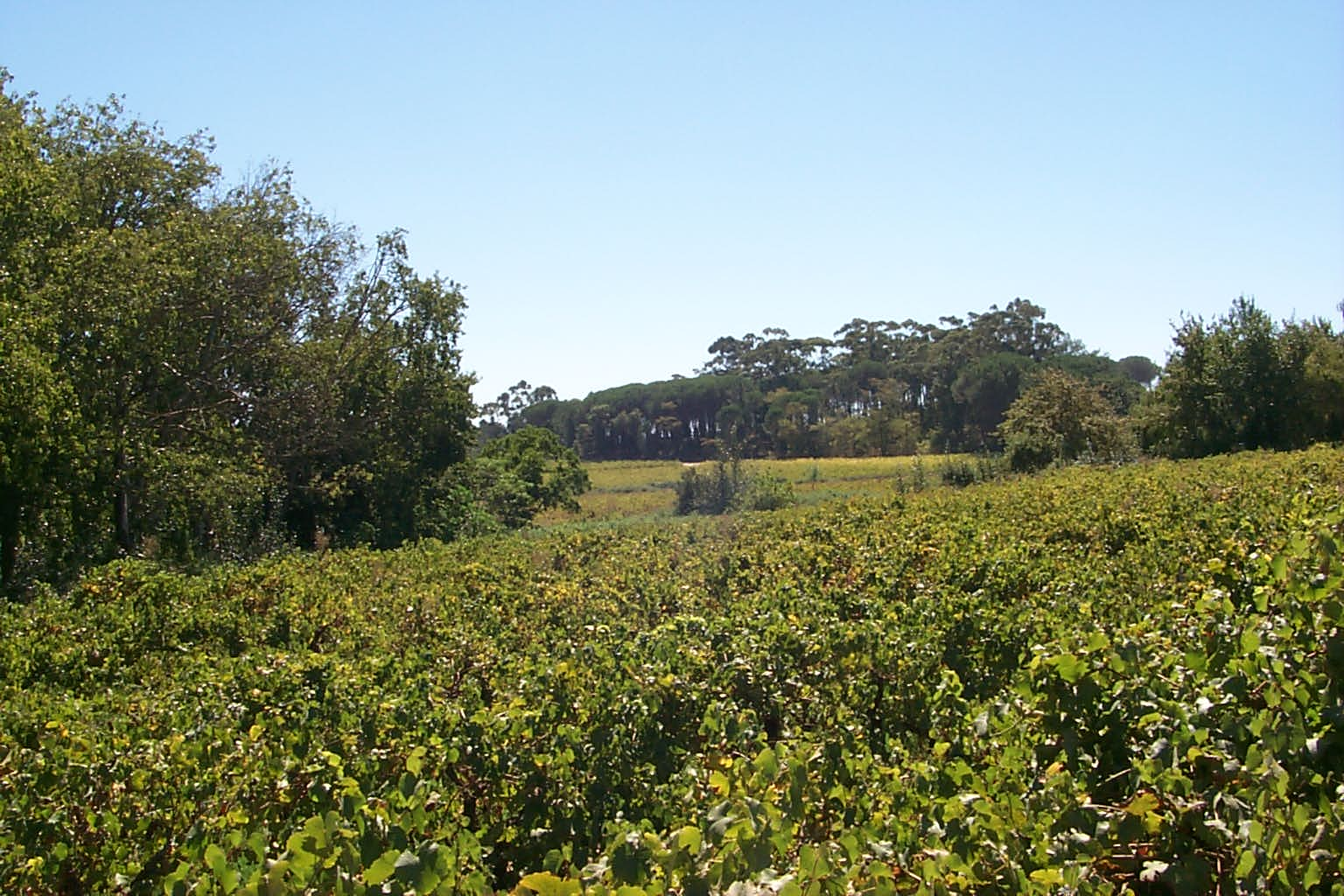
Vinhas dos arredores de Stellenbosch

Os vales de Stellenbosch, Paarl e Franschoek formam a Região Vinícola do Cabo, a maior das duas regiões vinícolas da África do Sul. Stellenbosch é a principal localização para produção e investigação da indústria vinícola sul-africana, que produz anualmente cerca de dez milhões de hectolitros de vinho. A Rota dos Vinhos de Stellenbosch, estabelecida em 1971, tem fama mundial e constitui um destino turístico apreciado.
Tem um clima mediterrânico, com verões quentes, invernos suaves e céus azuis e limpos. Fica no sopé das montanhas da Dobra do Cabo, que desenvolveram um solo propício à vinha para produção vinícola.